# Fantezie eroică
Fantezia eroică este un sub-gen al fantasticului care cuprinde cronici ale poveștilor unor eroi în ținuturi imaginare.
Spre deosebire de fantezia sabie și vrăjitorie, fantezia eroică are un scenariu mai complicat, prezentând mai multe popoare, națiuni și teritorii. Mari bătălii și soarta lumii sunt teme comune, punându-se de obicei o anumită emfază pe conflictul universal dintre bine și rău.
Eroul reprezintă pilonul de susținere al textului fanteziei eroice. Construcția acestui gen de literatură solicită o focalizare auctorială a scriitorului asupra eroului și, implicit, personajului principal. Din acest motiv scriitorii genului se concentrează în special pe caracterul inițiatic al eroului. Acesta evoluează odată cu derularea subiectului, de la condiția simplă la cea miraculoasă, în așa fel încât cititorul capătă o inițiere paralelă cu cea a eroului. 
Autorii de fantezie eroică apelează la un întreg arsenal de artificii si tehnici literare care au rolul tocmai de a-l face părtaș pe cititor la aventura propusă de subiectul textului.

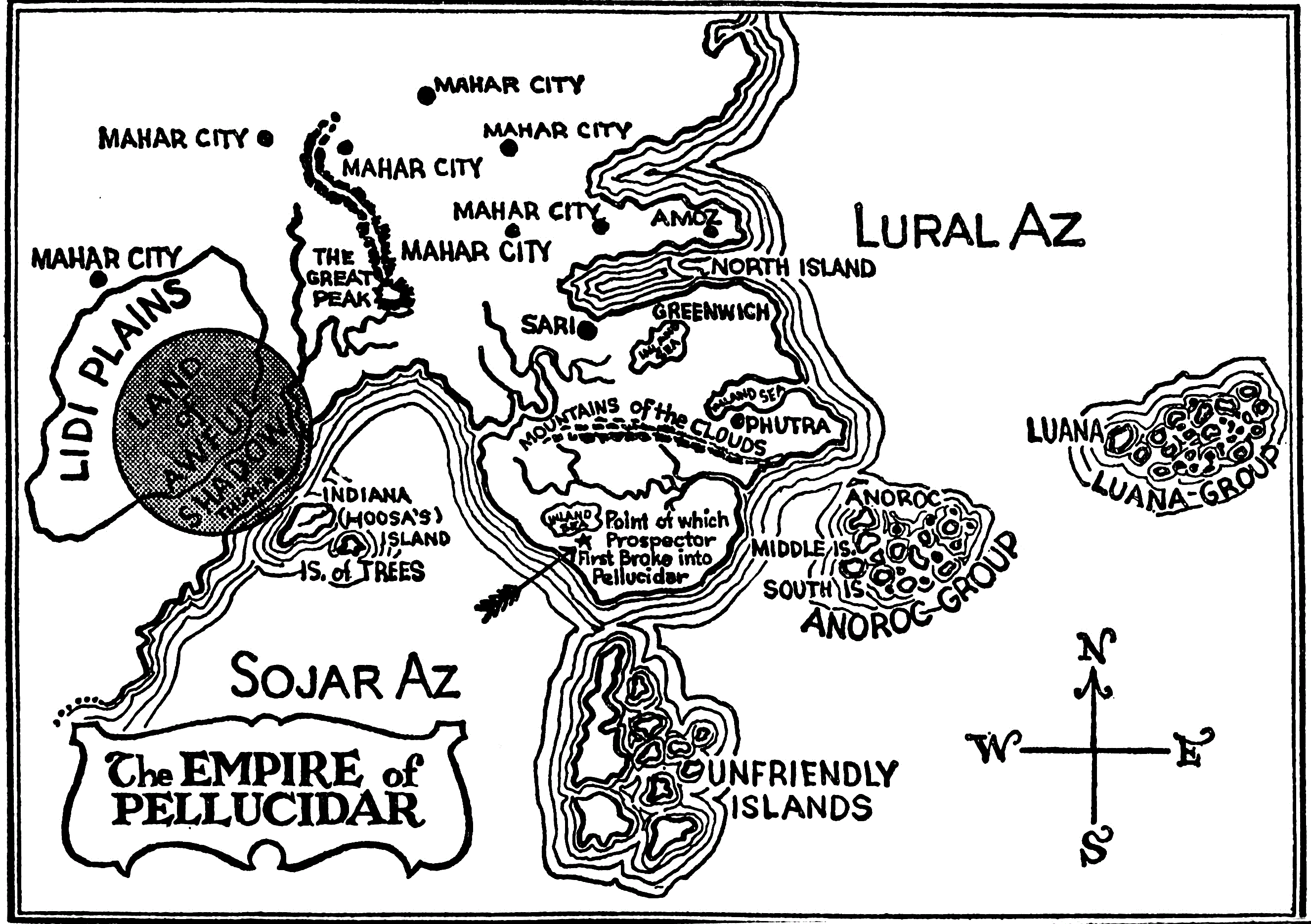
Pellucidar-harta lumii inventate de Edgar Rice Burroughs în ciclul său omonim de romane și povestiri

## Caracteristici
Frecvent, personajul central este reticent în a deveni un campion și/sau este sărac sau de origine umilă, dar -fără a ști acest lucru- poate avea strămoși sau părinți de origine nobilă/regală. Cu toate că de obicei evenimentele se află în afara controlului său, protagonistul este împins în poziții de mare răspundere în care entuziasmul îi este testat într-o serie de provocări spirituale și fizice. Deși împărtășește multe dintre temele de bază ale genului sabie și vrăjitorie, termenul de "fantezie eroică" este adesea folosit pentru a evita conotațiile țipătoare ale genului sabie și vrăjitorie.

## Istorie
Florin Manolescu în Literatura SF consideră că fantezia eroică este o variantă a operei spațiale (space opera) aflată la granița dintre fantastic și SF[...]  ea recuperează motivația magică, elemente de acțiune și decor din literatura de tip Apuleius, [...] O mie și una de nopți [...] sau din basmele din literatura orală. Toate aceste elemente au început să se concretizeze într-o resurecție a fanteziei eroice în anii 1880 odată cu ele opt romane ale scriitorului englez William Morris (The House of the Wolfings (1889), The Roots of the Mountains (1889), The Story of the Glittering Plain (1891), The Wood Beyond the World (1894), Child Christopher and Goldilind the Fair (1895), The Well at the World's End (1896), The Water of the Wondrous Isles (1897) și The Sundering Flood (1897)). Acestea au loc într-o lume imaginară medievală nord-europeană în perioada Imperiului Roman. Opera acestuia este greoaie pentru cititorul modern datorită unui limbaj voit arhaic. După Morris alți scriitori englezi publică fantezii eroice: Edward Plunkett, Lord de Dansany și Eric Rücker Eddison. Eddison scrie în 1922 romanul de fantezie înaltă The Worm Ouroboros. Urmează Edgar Rice Burroughs cu cele 27 de romane ale sale despre Tarzan și cu primele cicluri de romane de fantezie eroică: Marte, Pellucidar și Venus. Eroii lui Burroughs - John Carter, Carson Napier, David Innes, împăratul Pellucidarului - au influențat alți scriitori ca  Marion Zimmer Bradley sau Michael Moorcock.
În 1932 apare revista Weird Tales unde sunt publicate numeroase fantezii eroice ale unor scriitori ca C. L. Moore, Clark Ashton Smith   sau Robert E. Howard.
După al doilea război mondial dezvoltarea tehnologică a omenirii a făcut ca genul să pălească în fața literaturii științifico-fantatice. Genul nu este uitat și alți autori creează noi opere literare: Poul Anderson, Henry Kuttner, Fritz Leiber, Jack Vance, Lin Carter, Leigh Brackett (The Sword of Rhiannon), Philip José Farmer (The Lavalite World) etc. Michael Moorcock creează în 1961 ciclul Elric din Melniboné prin publicarea primei povestiri a cilului The Dreaming City. J. R. R. Tolkien creează un univers propriu în trilogia Stăpânul inelelor. Peter Beagle creează o fantezie eroică cu nuanțe filozofice-poetice în Ultima licornă. Primul reprezentant al genului în Franța este Daniel Walther cu Saga lui Swa. Scriitori italieni ai genului: Lino Aldani, Daniela Piegai, Grazia Lipos.  Scriitori spanioli ai genului: Domingo Santo (es), Luis Vigil (es) (ciclul Nomanor).

## În România
În România genul există mai mult sub denumirea de basm: Petre Ispirescu sau Mihail Eminescu cu Făt-Frumos din lacrimă.
Vasile Beneș publică în 1982 Wilhem temerarul duce de Brabant, Cetatea cu steaguri albe  în 1983. Fantezie eroică scrie și Vladimir Colin: Legendele țării lui Vam (1961) descrie un univers mitic aflat pe teritoriul României. Alți scriitori români ai genului: Rodica Bretin, Andrei Brezianu, Monica Pillat (Corabia timpului, 1976).

## Autori ai genului
- Fritz Leiber
- David Gemmell
- Patrick Rothfuss
- E R Eddison
- Jessica Amanda Salmonson
- Charles R. Saunders
- Edgar Rice Burroughs
- Karl Edward Wagner
- Michael Moorcock
- Robert E. Howard
- Robert Jordan
- Richard Adams
- Jacqueline Carey
- Mercedes Lackey
- Lloyd Alexander
- Christopher Paolini
- Terry Goodkind
- Joe Abercrombie
- R.A. Salvatore
- Brandon Sanderson
- David C. Smith
- Richard L. Tierney
- Janet Morris
- Chris Morris
- Joe Bonadonna
- Ted "T.C." Rypel

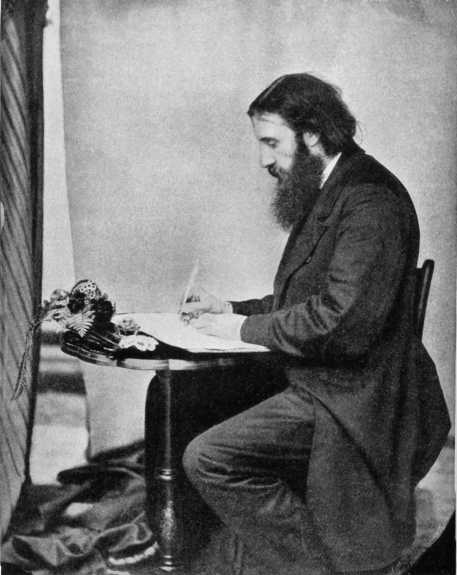
George MacDonald
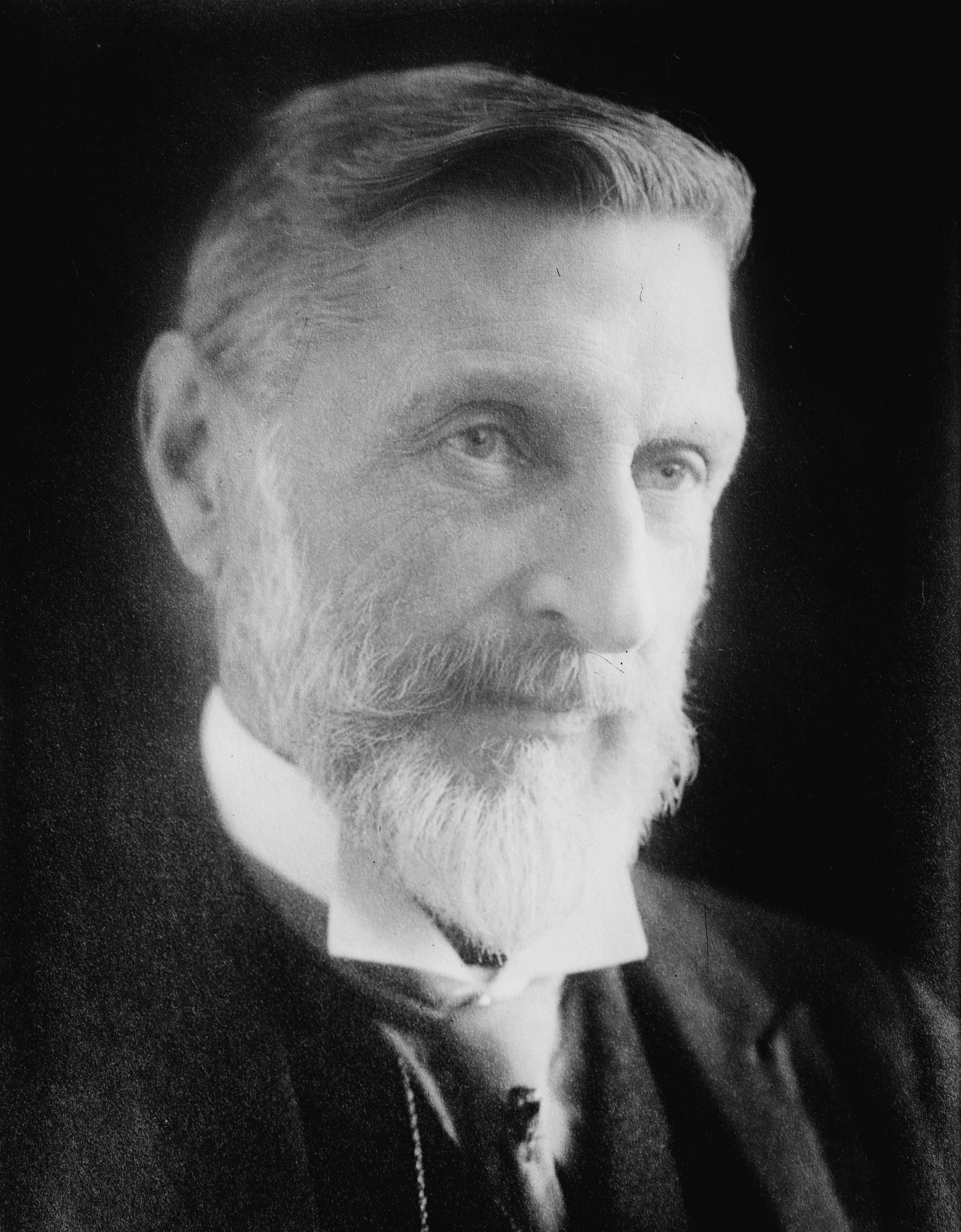
Henry Rider Haggard
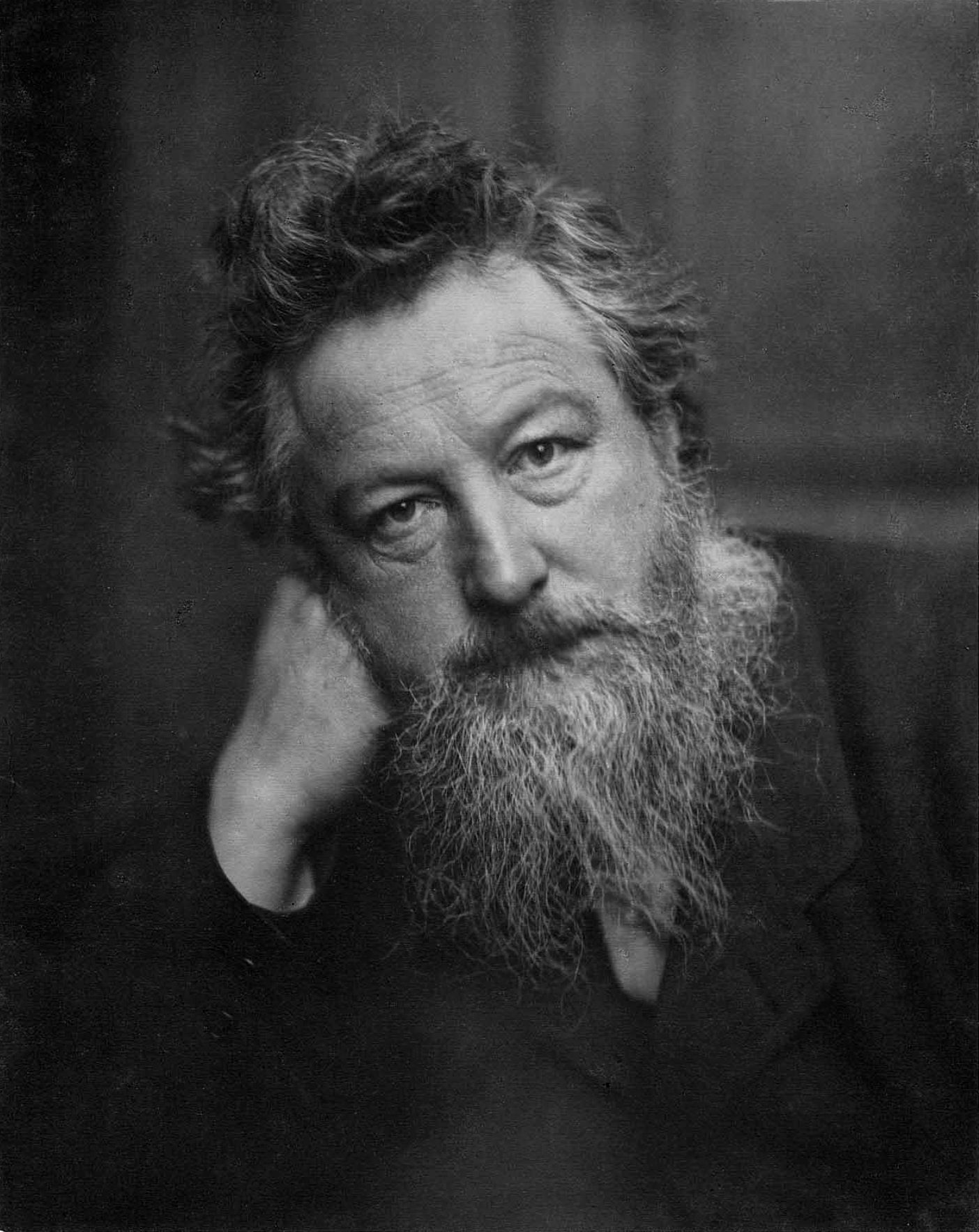
William Morris
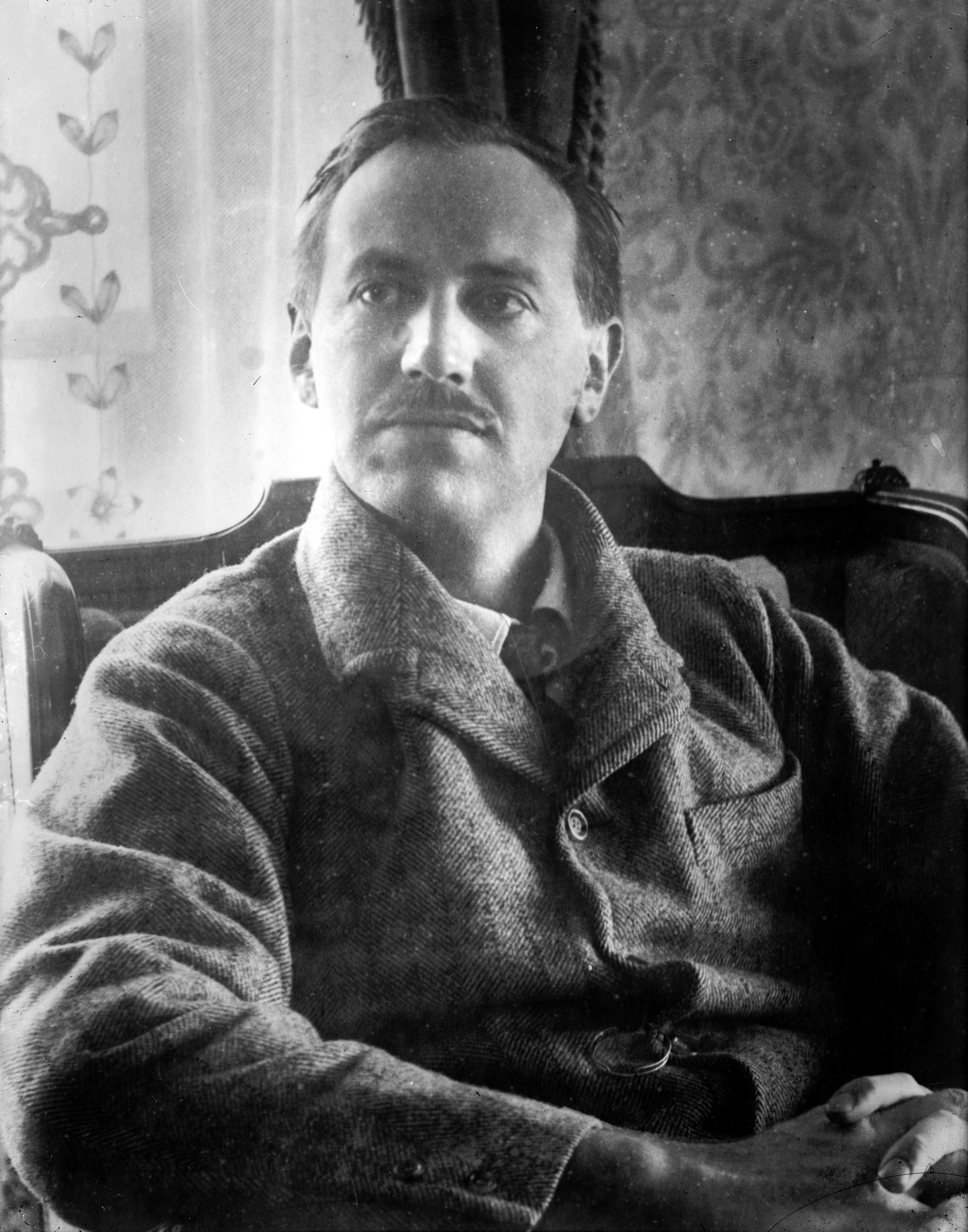
Lord Dunsany
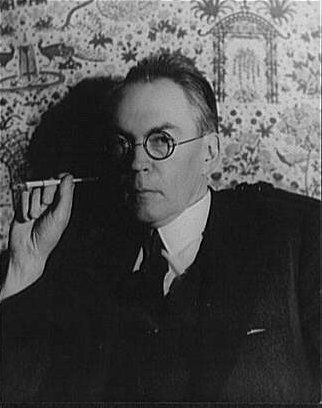
James Branch Cabell
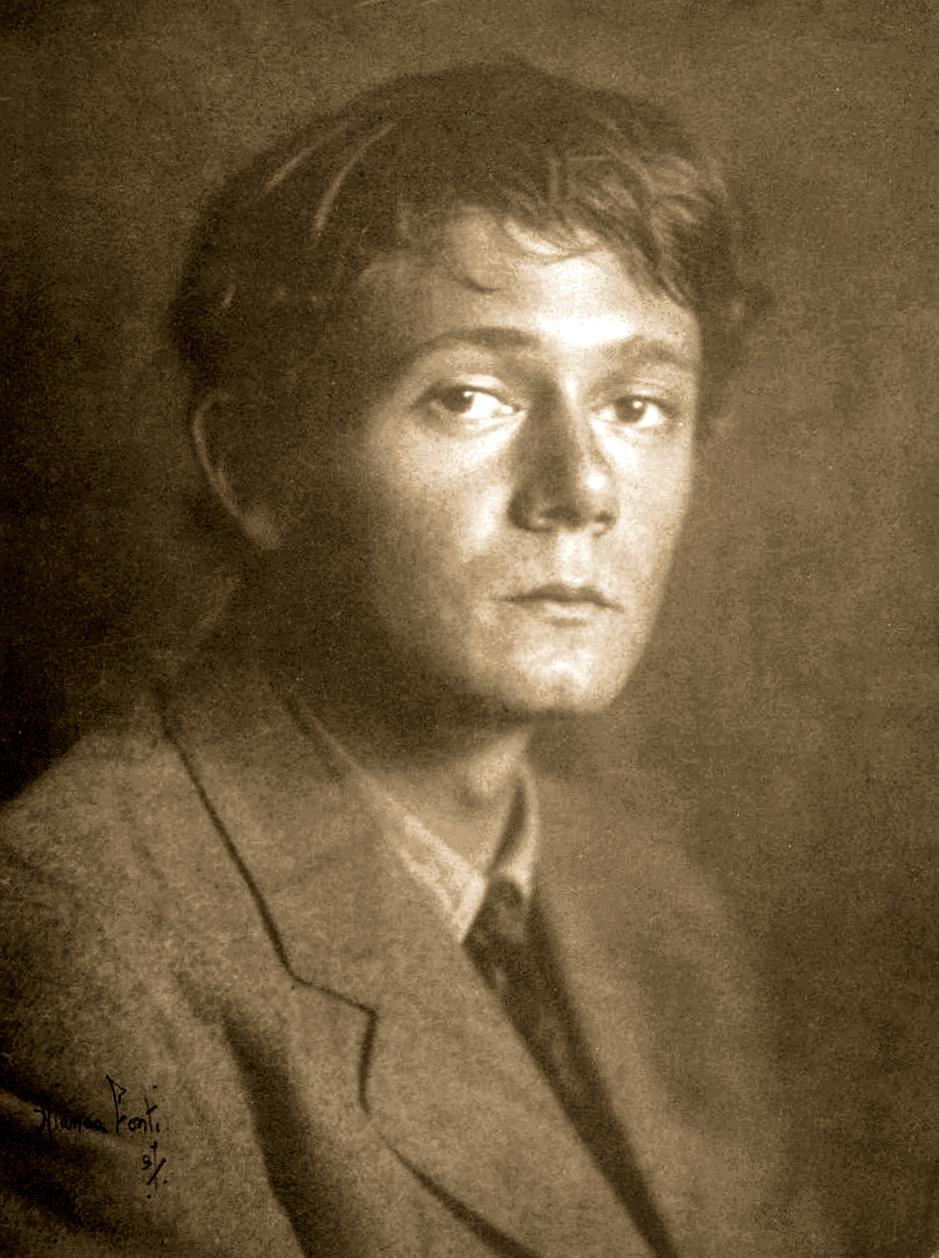
Clark Ashton Smith